# L'Âme brisant les liens qui l'attachent à la terre
L'Âme brisant les liens qui l'attachent à la terre est un tableau du peintre français Pierre-Paul Prud'hon réalisé entre 1821 et sa mort début 1823. Laissée inachevée, cette huile sur toile est une allégorie qui représente l'âme d'un mourant s'envolant vers le Ciel sous la forme d'un ange féminin qui s'élance depuis le sol, où se tord un serpent, vers un rayon de lumière divin. Déclarée trésor national le 19 mai 2018, la peinture est conservée au musée du Louvre, à Paris, depuis un don de la Société des amis du Louvre en novembre 2019.